# ليون ويسليس
ليون ويسليس (بالإنجليزية: Leon Wessels)‏ هو سياسي جنوب أفريقي، ولد في 19 أبريل 1946 في جنوب أفريقيا. حزبياً، نشط في الحزب الوطني.